# Grande Prêmio da Alemanha de 1988
Resultados do Grande Prêmio da Alemanha de Fórmula 1 realizado em Hockenheim em 24 de julho de 1988. Nona etapa do campeonato, foi vencido pelo brasileiro Ayrton Senna, que subiu ao pódio junto a Alain Prost numa dobradinha da McLaren-Honda, com Gerhard Berger em terceiro pela Ferrari.

## Resumo

### Humores internos na McLaren
Graças a uma combinação entre a velocidade de suas retas e a baixa velocidade nas curvas, o circuito alemão de Hockenheim ajusta-se como uma luva às características da McLaren potencializando o excelente momento vivido por seus pilotos, os quais tiveram tempo para uma conversa amistosa nos boxes antes dos treinos. Embora as coisas pareçam fáceis para a equipe alvirrubra, para que o favoritismo teórico seja confirmado na pista, seus engenheiros precisam conciliar o mínimo de arrasto nas retas com o máximo de pressão aerodinâmica nos trechos sinuosos do traçado.
O bate-papo entre os pilotos da McLaren indicava uma atmosfera cordial entre os dois, mas foi antecedida por certa aspereza quando o brasileiro respondeu às críticas de seu companheiro de equipe, segundo as quais Ayrton Senna assume riscos em excesso na luta pela vitória, algo que Alain Prost, com dois títulos mundiais nas costas, prefere evitar. "Essa história de que corro riscos excessivos já está indo longe demais. Você sabe quando um cara está correndo riscos demais pelo número de batidas que ele dá, e eu bato muito pouco, tão pouco quanto qualquer outro aqui", afirmou o vice-líder do certame em resposta ao fel dos críticos defendendo, especialmente, as circunstâncias de sua vitória no Grande Prêmio da Grã-Bretanha, onde Prost foi relegado a retardatário antes de abandonar a corrida e, devido ao spay intenso causado pela chuva, quase bateu na outra McLaren nas cercanias da Woodcote quando Senna superou a Ferrari de Gerhard Berger e assumiu a liderança.
Nos treinos de sexta-feira a McLaren fez o melhor tempo com Ayrton Senna e capturou o segundo lugar com Alain Prost, que tinha atrás de si os carros de Gerhard Berger e Michele Alboreto, pilotos da Ferrari. No entanto, as longas retas do circuito tornam a vantagem de largar em primeiro algo relativo, quase honorífico, mas a diferença abissal de um segundo e meio da McLaren sobre a Ferrari evidencia o aprumo do time britânico.

### Os 10 anos de Nelson Piquet
Em 30 de julho de 1978 o Grande Prêmio da Alemanha foi palco da estreia de Nelson Piquet na Fórmula 1 como piloto da Ensign. Na equipe comandada por Morris Nunn, o brasileiro largou em vigésimo primeiro e abandonou na volta 32 por quebra de motor. Nas três etapas seguintes o piloto correu numa McLaren pertencente à BS Fabrications antes de ser contratado por Bernie Ecclestone, dono da Brabham, Por esta equipe o brasileiro conquistou dois títulos mundiais antes de estrear pela Williams no Grande Prêmio do Brasil de 1986, sagrando-se tricampeão mundial pela equipe de Grove no Grande Prêmio do Japão de 1987. Contratado para substituir Ayrton Senna na Lotus, exibiu apenas bruxuleios de competitividade, não obstante o seu reconhecido talento ao volante numa carreira superlativaː 24 pole positions, 20 vitórias conquistadas ao longo de 150 corridas disputadas em dez anos, número alcançado no Grande Prêmio da Alemanha de 1988.
Mesmo diante de resultados tão esparsos, o tricampeão recorreu ao bom-humor para retratar seu desempenho citando uma cena digna de desenho animado. "O que vocês querem que eu faça? Que bata com a cabeça na parede porque o carro não vem andando pra frente?", disse ele antes de comentar seus dez anos de Fórmula 1 num bate-papo com os jornalistasː "É tempo à beça, não é mesmo?". Em sinal de homenagem às bodas de estanho do piloto brasileiro, as arquibancadas de Hockenheim foram cobertas por faixas e bandeiras em verde e amarelo na véspera da corrida. Quanto ao futuro, Nelson Piquet tem a Lotus como única opção para continuar na Fórmula 1, pois desde a etapa britânica a Williams anunciou a contratação do belga Thierry Boutsen derrubando o vaticínio de Jackie Stewart segundo o qual Piquet retornaria para o time de Grove em 1989.

### Chove de novo e Senna vence
Quando marcou o melhor tempo na sexta-feira, Ayrton Senna temia o elevado consumo de combustível e o desgaste dos pneus como ameaças às suas chances de vitória, contudo sua pole provisória converteu-se em definitiva no dia seguinte quando o calor de 30ªC tornou a pista mais escorregadia com resultados diversosː os quatro primeiros colocados no grid mantiveram-se nas posições que ocupavam enquanto Nelson Piquet e Alessandro Nanini não avançaram do quinto e sexto lugares embora tenham marcado tempos mais baixos em relação à véspera. Em sétimo lugar estava a March de Ivan Capelli, uma posição adiante de Satoru Nakajima, cuja Lotus foi também melhorou seu tempo em relação ao ocorrido na sexta-feira.
Entre a manhã de domingo e a hora da largada a chuva fez pilotos e equipes reavaliarem suas opções num vai e vem de ideias onde quase todos os pilotos resolveram utilizar pneus de chuva e todos, paradoxalmente,  mantiveram os carros ajustados para pista seca, ou sejaː menos aerofólio, suspensão normal e freios de carbono, pois caso a pista secasse, as equipes não perderiam tempo regulando os carros. Embora possível, tal combinação tornava os bólidos mais ariscos por falta de ajustes na suspensão, enquanto as tomadas de ar com "fluxo máximo" impedem o aquecimento e o funcionamento ideal dos freios e assim o peso da máquina torna-se excessivo desgastando os pneus de chuva, delgados por natureza.
Ayrton Senna fez bom uso da pole position e manteve-se na liderança após a largada enquanto Gerhard Berger e Alessandro Nanini deixaram Alain Prost na quarta posição, mas nenhum prejuízo foi maior que o sofrido por Nelson Piquet, cujos pneus slicks o fizeram sair da pista quando sua Lotus aquaplanou à altura da segunda chicane e bateu na barreira de pneus que margeia o circuito. Embora tenha retornado aos boxes após girar em 360 graus na pista, encerrou ali sua participação na etapa alemã devido aos estragos na carenagem e no sistema de embreagem de seu carro. Aproveitando a pista livre, Senna manteve-se na frente de Berger abrindo uma vantagem paulatina sobre o austríaco enquanto Prost valeu-se do potente motor Honda para ultrapassar a Benetton de Alessandro Nanini na sétima volta assumindo o terceiro lugar. Senna contou com a sorte ao não ser atingido por Philippe Alliot na décima volta quando o francês da Lola perdeu o controle do carro ao ser ultrapassado pela McLaren do brasileiro. Dois giros mais tarde, Alain Prost deixou para trás a Ferrari de Berger para chegar à vice-liderança da corrida.
Forçar o ritmo para alcançar Ayrton Senna ou induzi-lo a um erro foi a tática adotada por Alain Prost que reduziu de quatorze para dez segundos sua desvantagem em relação ao líder, cujo carro "balançava" na hora de frear. Na trigésima terceira volta, a Zakspeed do retardatário Piercarlo Ghinzani espremeu Gerhard Berger e por consequência o austríaco pôs duas rodas de sua Ferrari para fora da pista, no entanto, o ferrarista saiu ileso e ultrapassou Ghinzani, que desculpou-se ao final da corrida pela manobra imprópria. De volta ao duelo dos líderes, a volição de Prost diminuia à mesma proporção que Senna mantinha a concentração. Aliás, o bicampeão mundial rodou na volta trinta e cinco ao aproximar-se da segunda chicane da pista numa velocidade maior que a recomendada e embora tenha seguido na prova, o francês não incomodou Senna pelo resto da corrida.
Ayrton Senna, Alain Prost e Gerhard Berger seguiram ponteando a corrida à frente daqueles que comporiam a zona de pontuação, grupo dos quais o italiano Alessandro Nannini foi removido quando estava em quarto lugar devido a uma falha mecânica em sua Benetton a sete voltas para o fim da porfia. Relegado ao último lugar, Nanini terminou a quatro giros do vencedor, embora tenha marcado a melhor volta da corrida na volta 40, algo inédito em sua carreira. Encerrada a disputa, a McLaren comemorou a quinta vitória de Senna em 1988, assinalando o nono triunfo consecutivo do time de Ron Dennis na Fórmula 1. Ao subir no topo do pódio, Ayrton Senna foi acompanhado por Alain Prost e Gerhard Berger, enquanto Michele Alboreto foi o quarto com a outra Ferrari, Ivan Capelli cruzou em quinto com a March e Thierry Boutsen em sexto pela Benetton.
Mesmo liderando o mundial de pilotos com 60 pontos, Alain Prost estava próximo de Ayrton Senna, este com 57 pontos na classificação e uma vitória a mais em relação ao companheiro de equipe. Tais números solidificam a McLaren no topo do mundial de construtores com 117 pontos. Em teoria Gerhard Berger e a Ferrari ainda têm chances de título, mas na prática os rumos do certame indicam a consagração da McLaren ao final do ano, restando saber qual dos pilotos será campeão do mundo.

## Classificação

### Pré-classificação
| Pos. | Nº | Piloto            | Construtor    | Tempo    | Dif.    |
| ---- | -- | ----------------- | ------------- | -------- | ------- |
| 1    | 21 | Nicola Larini     | Osella        | 1:52.321 | —       |
| 2    | 36 | Alex Caffi        | Dallara-Ford  | 1:53.031 | + 0.710 |
| 3    | 32 | Oscar Larrauri    | EuroBrun-Ford | 1:54.184 | + 1.863 |
| 4    | 33 | Stefano Modena    | EuroBrun-Ford | 1:54.317 | + 1.996 |
| DNPQ | 31 | Gabriele Tarquini | Coloni-Ford   | 1:54.358 | + 2.037 |

### Treinos classificatórios
| Pos.   | Nº | Piloto             | Construtor      | Q1       | Q2       | Grid    |
| ------ | -- | ------------------ | --------------- | -------- | -------- | ------- |
| 1      | 12 | Ayrton Senna       | McLaren-Honda   | 1:44.596 | 1:50.002 | —       |
| 2      | 11 | Alain Prost        | McLaren-Honda   | 1:44.873 | 1:45.868 | + 0.277 |
| 3      | 28 | Gerhard Berger     | Ferrari         | 1:46.115 | 1:46.431 | + 1.519 |
| 4      | 27 | Michele Alboreto   | Ferrari         | 1:47.154 | 1:47.418 | + 2.558 |
| 5      | 1  | Nelson Piquet      | Lotus-Honda     | 1:47.702 | 1:47.681 | + 3.085 |
| 6      | 19 | Alessandro Nannini | Benetton-Ford   | 1:48.223 | 1:48.208 | + 3.612 |
| 7      | 16 | Ivan Capelli       | March-Judd      | 1:48.703 | 1:49.750 | + 4.107 |
| 8      | 2  | Satoru Nakajima    | Lotus-Honda     | 1:49.359 | 1:48.781 | + 4.185 |
| 9      | 20 | Thierry Boutsen    | Benetton-Ford   | 1:48.837 | 1:49.966 | + 4.241 |
| 10     | 15 | Maurício Gugelmin  | March-Judd      | 1:49.511 | 1:49.645 | + 4.915 |
| 11     | 5  | Nigel Mansell      | Williams-Judd   | 1:49.850 | 1:50.673 | + 5.254 |
| 12     | 17 | Derek Warwick      | Arrows-Megatron | 1:50.459 | 1:50.770 | + 5.863 |
| 13     | 6  | Riccardo Patrese   | Williams-Judd   | 1:51.105 | 1:50.719 | + 6.213 |
| 14     | 22 | Andrea de Cesaris  | Rial-Ford       | 1:51.004 | 1:51.859 | + 6.408 |
| 15     | 18 | Eddie Cheever      | Arrows-Megatron | 1:51.385 | 1:51.171 | + 6.575 |
| 16     | 14 | Philippe Streiff   | AGS-Ford        | 1:52.348 | 1:51.642 | + 7.046 |
| 17     | 25 | René Arnoux        | Ligier-Judd     | 1:54.139 | 1:52.080 | + 7.484 |
| 18     | 21 | Nicola Larini      | Osella          | 1:52.203 | 1:52.168 | + 7.572 |
| 19     | 36 | Alex Caffi         | Dallara-Ford    | 1:52.469 | 1:52.277 | + 7.681 |
| 20     | 30 | Philippe Alliot    | Lola-Ford       | 1:52.293 | 1:52.629 | + 7.697 |
| 21     | 29 | Yannick Dalmas     | Lola-Ford       | 1:52.795 | 1:52.436 | + 7.840 |
| 22     | 10 | Bernd Schneider    | Zakspeed        | 1:52.696 | 1:52.664 | + 8.068 |
| 23     | 9  | Piercarlo Ghinzani | Zakspeed        | 1:52.674 | 1:57.241 | + 8.078 |
| 24     | 3  | Jonathan Palmer    | Tyrrell-Ford    | 1:53.238 | 1:52.908 | + 8.312 |
| 25     | 33 | Stefano Modena     | EuroBrun-Ford   | 1:52.998 | 1:53.904 | + 8.402 |
| 26     | 32 | Oscar Larrauri     | EuroBrun-Ford   | 1:53.832 | 1:53.043 | + 8.447 |
| DNQ    | 24 | Luis Pérez-Sala    | Minardi-Ford    | 1:53.356 | 1:53.673 | + 8.760 |
| DNQ    | 26 | Stefan Johansson   | Ligier-Judd     | 1:54.717 | 1:53.507 | + 8.911 |
| DNQ    | 4  | Julian Bailey      | Tyrrell-Ford    | 1:53.674 | 1:53.576 | + 8.980 |
| DNQ    | 23 | Pierluigi Martini  | Minardi-Ford    | 1:53.720 | 1:53.673 | + 9.077 |
| DNPQ   | 31 | Gabriele Tarquini  | Coloni-Ford     |          |          |         |
| Fonte: |    |                    |                 |          |          |         |

### Corrida
| Pos.   | Nº | Piloto             | Construtor      | Voltas | Tempo/Diferença      | Grid | Pontos |
| ------ | -- | ------------------ | --------------- | ------ | -------------------- | ---- | ------ |
| 1      | 12 | Ayrton Senna       | McLaren-Honda   | 44     | 1:32:54.188          | 1    | 9      |
| 2      | 11 | Alain Prost        | McLaren-Honda   | 44     | + 13.609             | 2    | 6      |
| 3      | 28 | Gerhard Berger     | Ferrari         | 44     | + 52.095             | 3    | 4      |
| 4      | 27 | Michele Alboreto   | Ferrari         | 44     | + 1:40.912           | 4    | 3      |
| 5      | 16 | Ivan Capelli       | March-Judd      | 44     | + 1:49.606           | 7    | 2      |
| 6      | 20 | Thierry Boutsen    | Benetton-Ford   | 43     | + 1 volta            | 9    | 1      |
| 7      | 17 | Derek Warwick      | Arrows-Megatron | 43     | + 1 volta            | 12   |        |
| 8      | 15 | Maurício Gugelmin  | March-Judd      | 43     | + 1 volta            | 10   |        |
| 9      | 2  | Satoru Nakajima    | Lotus-Honda     | 43     | + 1 volta            | 8    |        |
| 10     | 18 | Eddie Cheever      | Arrows-Megatron | 43     | + 1 volta            | 15   |        |
| 11     | 3  | Jonathan Palmer    | Tyrrell-Ford    | 43     | + 1 volta            | 24   |        |
| 12     | 10 | Bernd Schneider    | Zakspeed        | 43     | + 1 volta            | 22   |        |
| 13     | 22 | Andrea de Cesaris  | Rial-Ford       | 42     | + 2 voltas           | 14   |        |
| 14     | 9  | Piercarlo Ghinzani | Zakspeed        | 42     | + 2 voltas           | 23   |        |
| 15     | 36 | Alex Caffi         | Dallara-Ford    | 42     | + 2 voltas           | 19   |        |
| 16     | 32 | Oscar Larrauri     | EuroBrun-Ford   | 42     | + 2 voltas           | 26   |        |
| 17     | 25 | René Arnoux        | Ligier-Judd     | 41     | + 3 voltas           | 17   |        |
| 18     | 19 | Alessandro Nannini | Benetton-Ford   | 40     | + 4 voltas           | 6    |        |
| 19     | 29 | Yannick Dalmas     | Lola-Ford       | 39     | Embreagem            | 21   |        |
| Ret    | 14 | Philippe Streiff   | AGS-Ford        | 38     | Regulador de pressão | 16   |        |
| Ret    | 6  | Riccardo Patrese   | Williams-Judd   | 34     | Rodada               | 13   |        |
| Ret    | 21 | Nicola Larini      | Osella          | 27     | Ignição eletrônica   | 18   |        |
| Ret    | 5  | Nigel Mansell      | Williams-Judd   | 16     | Rodada               | 11   |        |
| Ret    | 33 | Stefano Modena     | EuroBrun-Ford   | 15     | Motor                | 25   |        |
| Ret    | 30 | Philippe Alliot    | Lola-Ford       | 8      | Rodada               | 20   |        |
| Ret    | 1  | Nelson Piquet      | Lotus-Honda     | 1      | Rodada               | 5    |        |
| DNQ    | 24 | Luis Pérez-Sala    | Minardi-Ford    |        |                      |      |        |
| DNQ    | 26 | Stefan Johansson   | Ligier-Judd     |        |                      |      |        |
| DNQ    | 4  | Julian Bailey      | Tyrrell-Ford    |        |                      |      |        |
| DNQ    | 23 | Pierluigi Martini  | Minardi-Ford    |        |                      |      |        |
| DNPQ   | 31 | Gabriele Tarquini  | Coloni-Ford     |        |                      |      |        |
| Fonte: |    |                    |                 |        |                      |      |        |

## Tabela do campeonato após a corrida
| Pos.   | Piloto           | Pontos |
| ------ | ---------------- | ------ |
| 1      | Alain Prost      | 60     |
| 2      | Ayrton Senna     | 57     |
| 3      | Gerhard Berger   | 25     |
| 4      | Michele Alboreto | 16     |
| 5      | Nelson Piquet    | 15     |
| Fonte: |                  |        |

| Pos.   | Equipe          | Pontos |
| ------ | --------------- | ------ |
| 1      | McLaren-Honda   | 117    |
| 2      | Ferrari         | 41     |
| 3      | Benetton-Ford   | 18     |
| 4      | Lotus-Honda     | 16     |
| 5      | Arrows-Megatron | 10     |
| Fonte: |                 |        |

- Nota: Somente as primeiras cinco posições estão listadas. Entre 1981 e 1990 cada piloto podia computar onze resultados válidos por temporada não havendo descartes no mundial de construtores.